# Милентија
Милентија је насеље у Србији у општини Брус у Расинском округу. Према попису из 2022. било је 169 становника (према попису из 1991. било је 229 становника). У непосредној близини Милентије, налазе се остаци средњовековне тврђаве (Козник) и манастира (Милентија), који су данас заштићени као споменици културе од великог значаја.

## Демографија
У насељу Милентија живи 151 пунолетни становник, а просечна старост становништва износи 42,1 година (40,3 код мушкараца и 43,8 код жена). У насељу има 55 домаћинстава, а просечан број чланова по домаћинству је 3,35.
Ово насеље је великим делом насељено Србима (према попису из 2002. године), а у последња три пописа, примећен је пад у броју становника.
|  |

| Демографија | Демографија | Демографија |
| Година      | Становника  | Становника  |
| ----------- | ----------- | ----------- |
| 1948.       | 344         |             |
| 1953.       | 355         |             |
| 1961.       | 329         |             |
| 1971.       | 284         |             |
| 1981.       | 246         |             |
| 1991.       | 229         | 229         |
| 2002.       | 184         | 185         |

| Етнички састав према попису из 2002.‍ | Етнички састав према попису из 2002.‍ | Етнички састав према попису из 2002.‍ | Етнички састав према попису из 2002.‍ | Етнички састав према попису из 2002.‍ |
| ------------------------------------ | ------------------------------------ | ------------------------------------ | ------------------------------------ | ------------------------------------ |
|                                      |                                      |                                      |                                      |                                      |
| Срби                                 | Срби                                 |                                      | 181                                  | 98,36%                               |
| Црногорци                            | Црногорци                            |                                      | 1                                    | 0,54%                                |
| Словенци                             | Словенци                             |                                      | 1                                    | 0,54%                                |
| непознато                            | непознато                            |                                      | 1                                    | 0,54%                                |

| Година пописа     | 1948. | 1953. | 1961. | 1971. | 1981. | 1991. | 2002. |
| ----------------- | ----- | ----- | ----- | ----- | ----- | ----- | ----- |
| Број домаћинстава | 43    | 45    | 55    | 54    | 60    | 58    | 55    |

| Број чланова      | 1 | 2  | 3 | 4  | 5 | 6 | 7 | 8 | 9 | 10 и више | Просек |
| ----------------- | - | -- | - | -- | - | - | - | - | - | --------- | ------ |
| Број домаћинстава | 8 | 12 | 9 | 12 | 9 | 4 | 0 | 1 | 0 | 0         | 3,35   |

| Пол    | Укупно | Неожењен/Неудата | Ожењен/Удата | Удовац/Удовица | Разведен/Разведена | Непознато |
| ------ | ------ | ---------------- | ------------ | -------------- | ------------------ | --------- |
| Мушки  | 79     | 22               | 52           | 4              | 0                  | 1         |
| Женски | 82     | 11               | 52           | 19             | 0                  | 0         |
| УКУПНО | 161    | 33               | 104          | 23             | 0                  | 1         |

| Пол    | Укупно                    | Пољопривреда, лов и шумарство | Рибарство                            | Вађење руде и камена | Прерађивачка индустрија       |
| ------ | ------------------------- | ----------------------------- | ------------------------------------ | -------------------- | ----------------------------- |
| Мушки  | 50                        | 25                            | 0                                    | 0                    | 10                            |
| Женски | 43                        | 26                            | 0                                    | 0                    | 4                             |
| УКУПНО | 93                        | 51                            | 0                                    | 0                    | 14                            |
| Пол    | Производња и снабдевање   | Грађевинарство                | Трговина                             | Хотели и ресторани   | Саобраћај, складиштење и везе |
| Мушки  | 0                         | 2                             | 2                                    | 0                    | 2                             |
| Женски | 0                         | 0                             | 5                                    | 0                    | 0                             |
| УКУПНО | 0                         | 2                             | 7                                    | 0                    | 2                             |
| Пол    | Финансијско посредовање   | Некретнине                    | Државна управа и одбрана             | Образовање           | Здравствени и социјални рад   |
| Мушки  | 0                         | 1                             | 2                                    | 2                    | 0                             |
| Женски | 0                         | 0                             | 0                                    | 6                    | 2                             |
| УКУПНО | 0                         | 1                             | 2                                    | 8                    | 2                             |
| Пол    | Остале услужне активности | Приватна домаћинства          | Екстериторијалне организације и тела | Непознато            | Непознато                     |
| Мушки  | 0                         | 0                             | 0                                    | 4                    | 4                             |
| Женски | 0                         | 0                             | 0                                    | 0                    | 0                             |
| УКУПНО | 0                         | 0                             | 0                                    | 4                    | 4                             |